# Федерация хоккея Нидерландов
Нидерландский хоккейный союз (нидерл. Nederlandse IJshockey Bond - организация, которая занимается проведением соревнований по хоккею на территории Нидерландов. Образована в 1934 году, член Международной федерации хоккея с шайбой с 20 января 1934 года.
В стране 21 хоккейный зал и 2 открытые площадки с искусственным льдом. Самые большие дворцы спорта - «Де Уитгоф» в Гааге (8000 мест), «Пелликано» в Тилбурге (5000), «Неймеген» в Неймегене (5000).
С недавнего времени в Нидерландах был популярен хоккей с мячом. Хоккей с шайбой в стране возник в начале 1930-х годов. Первая площадка с искусственным льдом была построена в Гааге в 1937 году. В 1960-х годах началось интенсивное строительство хоккейных залов. Первый дворец спорта построен в Амстердаме и в 1961 году, позже возведены залы в Тилбурге, Дон Боси, Херенвене, Неймегене, Гронингене, Эйндховене и Утрехте. Последний дворец спорта «Де Уитгоф-2» построен в 1983 в Гааге.
В клубных командах Нидерландов играет немало выходцев из Канады, обозначающих несколько прямолинейный стиль игры. На развитие хоккея в стране сказывается и недостаток национальных тренерских кадров, с лучшими командами работают, как правило, тренеры из Канады, США, Великобритании.
Чемпионаты Нидерландов проводятся с сезона 1937-38.
Чемпионы Нидерландов: «ГИЙК ден Гааг» - 1938, 1939, 1946 и 1948, тийских Тилбург - 1947, «Ийсвогелс» Амстердам - 1950, «ГИЙС Гокийдек Гаагу» - 1965-1969, «сей ден Босх» - 1970, «Тилбург Трапперс» - 1971-1976, «Фенстра Флайерс» Херенвен - 1977-1983, «Виссерс» Неймеген - 1984, «Деко Бейлдерс» Амстердам - 1985, «Нордер Сторес ГИИЙС» Гронин - 1986, «Пандас» Роттердам - 1987, 1989 и 1990, «Спитман» Неймеген - 1988, «Петер Лангхаут» Утрехт - 1991, «О Бадге» Утрехт - 1992, «Флейм Гуардс» Неймеген - 1993, «Кавекберг Трапперс» Тилбург - 1994, «КВТ Тилбург Трапперс» - 1995 и 1996, «Фулда Тайгерс» Неймеген - 1997, «Ван эллинам Тайгерс» Неймеген - 1998, «Ажио Гюйс Тайгерс» Неймеген - 1999 и 2000, «Диамант Трапперс» Тилбург - 2001, «Боретто Тайгерс» Амстердам - 2002 и 2003, «АМСТЕД Булльдогз» - 2004.
Сборная Нидерландов первый международный матч провела 5 января 1935 года в Амстердаме со сборной Бельгии (0:4), а первый матч на чемпионате мира - 19 января 1935 году в Давосе (Швейцария) со сборной Венгрии (0:6).
Лучший результат команды на чемпионатах мира - восьмое место в 1950, 1953 (4-е место в группе В) и 1981, на чемпионатах Европы - 6-е место в 1950 и 1981. На зимних Олимпийских играх сборная Нидерландов участвовала только 1 раз, но не была классифицирована.
Сильнейшие игроки Нидерландов разных лет:
- Вратари - Г. Гобель, Д. де Бруин;
- Защитники - А. Клейн, В. ван Даммелен, Л. Баккер, Г. ван Дун, Г. Бранд, Д. Петерноусек, Г. Гилле, Р. ван Гог;
- Нападающие - Дварс, где Бланк, де Гроот, Мануэль, Гентис, Симонс, Л. ван Виерен, Д. Деклое, Г. ван Друнен, Г. Шеффер, Д. Макдональд, Д. де Гер, К. де Грауве, Л . Копманс, И. Торен, Р. Бертелинг, Я. Янссен, Т. Коллард.